# Wereldkampioenschappen boksen vrouwen 2012
De wereldkampioenschappen boksen 2012 vonden plaats van 9 tot en met 22 mei 2012 in Qinhuangdao, China. Het onder auspiciën van AIBA georganiseerde toernooi was de zevende editie van de Wereldkampioenschappen boksen voor vrouwen. In deze editie streden 305 boksers uit 70 landen om de medailles in tien gewichtscategorieën.

## Medailles
| Gewichtsklasse                 | Goud                 | Zilver             | Brons                               |
| ------------------------------ | -------------------- | ------------------ | ----------------------------------- |
| Lichtvlieggewicht (45 – 48 kg) | Josie Gabuco         | Xu Shiqi           | Svetlana Gnevanova Nazym Kyzaibay   |
| Vlieggewicht (– 51 kg)         | Ren Cancan           | Nicola Adams       | Karolina Michalczuk Elena Savelyeva |
| Bantamgewicht (– 54 kg)        | Aleksandra Kuleshova | Terry Gordini      | Liu Kejia Christina Cruz            |
| Vedergewicht (– 57 kg)         | Tiara Brown          | Sandra Kruk        | Svetlana Staneva Lisa Whiteside     |
| Lichtgewicht (– 60 kg)         | Katie Taylor         | Sofya Ochigava     | Mavzuna Chorieva Natasha Jonas      |
| Halfweltergewicht (– 64 kg)    | Pak Kyong-ok         | Magdalena Stelmach | Mikaela Mayer Daria Abramova        |
| Weltergewicht (– 69 kg)        | Mariia Badulina      | Raquel Miller      | Marichelle de Jong Irina Poteyeva   |
| Middengewicht (– 75 kg)        | Savannah Marshall    | Elena Vystropova   | Nadezda Torlopova Anna Laurell      |
| Halfzwaargewicht (– 81 kg)     | Yuan Meiqing         | franchon Crews     | Svetlana Kosova Tímea Nagy          |
| Zwaargewicht (+ 81 kg)         | Li Yunfei            | Yulduz Mamatkulova | Irina Sinetskaya Kavita Chahal      |

## Medaillespiegel
| Plaats | Land             | Goud | Zilver | Brons | Totaal |
| 1      | China            | 3    | 1      | 1     | 5      |
| 2      | Verenigde Staten | 1    | 2      | 2     | 5      |
| 3      | Rusland          | 1    | 1      | 7     | 9      |
| 4      | Engeland         | 1    | 1      | 2     | 4      |
| 5      | Ierland          | 1    | 0      | 0     | 1      |
| 5      | Noord-Korea      | 1    | 0      | 0     | 1      |
| 5      | Filipijnen       | 1    | 0      | 0     | 1      |
| 5      | Oekraïne         | 1    | 0      | 0     | 1      |
| 9      | Polen            | 0    | 2      | 1     | 3      |
| 10     | Kazachstan       | 0    | 1      | 1     | 2      |
| 11     | Azerbeidzjan     | 0    | 1      | 0     | 1      |
| 11     | Italië           | 0    | 1      | 0     | 1      |
| 13     | Bulgarije        | 0    | 0      | 1     | 1      |
| 13     | Hongarije        | 0    | 0      | 1     | 1      |
| 13     | India            | 0    | 0      | 1     | 1      |
| 13     | Nederland        | 0    | 0      | 1     | 1      |
| 13     | Tadzjikistan     | 0    | 0      | 1     | 1      |
| 13     | Zweden           | 0    | 0      | 1     | 1      |
| Totaal | Totaal           | 10   | 10     | 20    | 40     |

## Deelnemende landen
Er deden 305 boksers uit 70 landen mee aan het toernooi.
- Afghanistan (3)
- Algerije (2)
- Armenië (2)
- Australië (7)
- Azerbeidzjan (2)
- Bolivia (1)
- Brazilië (6)
- Bulgarije (4)
- Canada (8)
- China (10)
- Chinees Taipei (5)
- Colombia (2)
- Costa Rica (1)
- Denemarken (2)
- Dominicaanse Republiek (1)
- Duitsland (7)
- Engeland (4)
- Filipijnen (3)
- Finland (3)
- Frankrijk (9)
- Griekenland (2)
- Guatemala (1)
- Honduras (10)
- India (10)
- Indonesië (2)
- Ierland (3)
- Israël (1)
- Italië (3)
- Jamaica (2)
- Japan (6)
- Kazachstan (10)
- Kenia (6)
- Kirgizië (1)
- Kroatië (5)
- Mexico (3)
- Mongolië (4)
- Marokko (3)
- Nepal (2)
- Nederland (3)
- Nieuw-Zeeland (7)
- Nigeria (3)
- Noord-Korea (6)
- Noorwegen (4)
- Oekraïne (10)
- Oezbekistan (4)
- Oostenrijk (1)
- Polen (7)
- Portugal (1)
- Puerto Rico (2)
- Roemenië (8)
- Rusland (10)
- Servië (5)
- Slowakije (1)
- Slovenië (1)
- Spanje (3)
- Sri Lanka (3)
- Tadzjikistan (3)
- Thailand (6)
- Tsjechië (3)
- Tunesië (3)
- Turkije (10)
- Venezuela (7)
- Verenigde Staten (9)
- Vietnam (7)
- Wales (3)
- Wit-Rusland (4)
- Zuid-Afrika (3)
- Zuid-Korea (3)
- Zweden (6)
- Zwitserland (3)